# Institut de la langue mirandaise
L'Institut de la langue mirandaise (en mirandais Anstituto de la lhéngua mirandesa) est l'institution responsable de la représentation, la recherche, la promotion, la normalisation et la distribution de la langue mirandaise. Il a été créé en 2000.

## Présentation
L'institut est né de la nécessité de l'existence d'une entité pour défendre et promouvoir l'usage de la langue mirandaise.
La décision de créer l'institut a été prise à la suite d'une réunion qui s'est tenue les 3 et 4 septembre 2000 à Miranda do Douro, où s'étaient réunies un certain nombre de personnes intéressées par la langue. De cette rencontre est venue la décision de créer l'institut ainsi que de demander l'affiliation du mirandais au Bureau européen pour les langues moins répandues.
Le siège de l'institut est situé dans la ville de Miranda do Douro.

### Sources
- (en) Cet article est partiellement ou en totalité issu de l’article de Wikipédia en anglais intitulé « Anstituto de la Lhéngua Mirandesa » (voir la liste des auteurs).
- (pt) « Instituto da Língua Mirandesa - Para breve em Miranda do Douro », A Voz do Nordeste,‎ 12 septembre 2000 (lire en ligne)
- (pt) « A vitória da Língua Mirandesa - Inscrita no Bureau de Línguas Minoritárias da Comissão Europeia », Diário de Trás-os-Montes,‎ 27 octobre 2000 (lire en ligne)